# Andy Bowen

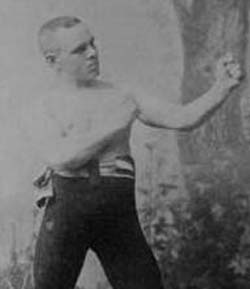
Andy Bowen

Andy Bowen (* 5. Februar 1864 in New Orleans; † 15. Dezember 1894 ebenda) war ein US-amerikanischer Boxer. Er bestritt am 6./7. April 1893 gegen Jack Burke den längsten Boxkampf aller Zeiten. Er starb wenige Stunden nach einem Niederschlag im Kampf gegen George Lavigne. Bowens Tod löste einen Rückgang von Boxwettkämpfen in New Orleans aus.

## Leben
Andy Bowen wurde am 5. Februar 1864 geboren. Er war als Schmied und auf den Baumwollfeldern tätig.
Im Preisboxen sah der junge, ehrgeizige Bowen eine Möglichkeit, mehr aus seinem Leben zu machen. Noch im Jahr 1889 wurde diese Tätigkeit in allen 38 US-Bundesstaaten als illegal angesehen. Doch im Jahr 1890 legalisierte der US-Bundesstaat Louisiana die Wettkampfart, und New Orleans entwickelte sich in den 1890er Jahren zur Boxmetropole der Vereinigten Staaten. Geboxt wurde in den entstandenen Sportclubs, die öffentliche Wettkämpfe veranstalteten. Erste Boxwettkämpfe von ihm sind aus dem Jahr 1887 bekannt. Bowen, etwa 1,63 m groß und rund 60 kg schwer, entwickelte sich zu einem Meister im Leichtgewicht und erwarb sich bei Zeitgenossen nach seinen Erfolgen eine Reputation als Held („hero of Annunciation Square“). Er setzte sich damals gegen einige namhafte Gegner durch. Um 1890 wurde er als Meister des Südens anerkannt.
Bowen war ein untersetzter, stämmiger Boxer. Aufgrund seiner körperlichen Stärke vertraute er eher auf seine Kraft und Beständigkeit als auf Finesse und boxerische Gewandtheit. Lang dauernde Kämpfe kamen häufiger vor. Seine dunkle Hautfarbe brachte Bowen Probleme ein, da die exklusiven Sportclubs der Oberschicht streng darauf achteten, nur Boxer mit weißer Hautfarbe in den Ring zu lassen. Den Verdacht, er sei ein Mulatte, bestritt Bowen stets mit Nachdruck und behauptete, irisch-spanischer Abstammung zu sein. Die örtliche Boxgemeinde glaubte ihm diese Beteuerung schließlich, und er entwickelte sich zu einer festen Größe in der Boxszene der Stadt.

### Sein längster Boxkampf
Am Abend des 6. April 1893 traten für ein Preisgeld von 2.500 US-Dollar (nach heutiger Kaufkraft ca. 77.700 US-Dollar) Lokalmatador Andy Bowen und Jack Burke aus Texas im „Olympic Club“ von New Orleans zu einem Wettkampf um die Meisterschaft des Südens an. Als der Kampf um 21:00 Uhr (Quellen sprechen auch von 21:15 Uhr oder 21:30 Uhr) begann, ahnte niemand, Zeuge eines historischen Ereignisses zu werden. Die Kontrahenten, bereits ausgestattet mit Boxhandschuhen, wollten den Regeln gemäß in 3-Minuten-Runden kämpfen, bis der Sieger feststand. Als Ringrichter fungierte John Duffy, der häufig bei Wettkämpfen Bowens die Regeleinhaltung beurteilte.
In den ersten 14 Runden waren beide Boxer bestrebt, zu einer schnellen Entscheidung zu kommen. Doch dann ließen ihre Kräfte nach und beide warteten darauf, dass der Gegner sich eine Blöße geben würde. Um 3 Uhr nachts war Runde 89 erreicht. Über Bowen wurde zu dieser Zeit gesagt, dass er ein gebrochenes Handgelenk habe. Einige Zuschauer wanderten ab, um sich um das Frühstück zu kümmern, andere waren vom Schlaf übermannt und auch der Reporter der Lokalzeitung Daily Picayune litt unter Ermattung. Nach 7 Stunden und 19 Minuten waren 110 Runden ausgetragen. Beide Boxer waren ausgepumpt. Auch bei Burke waren in beiden Händen Knöchel gebrochen. Als die Glocke Runde 111 einläutete, kam keiner der Kontrahenten mehr aus seiner Ecke und Ringrichter Duffy beendete Quellen zufolge um 4:43 Uhr mit der Feststellung „No contest“ („kein Kampf“) das Geschehen. Der Boxkampf wurde später als „Unentschieden“ gewertet.

### Sein letzter Boxkampf
Am 14. Dezember 1894 versuchte Andy Bowen sich gegen den 25-jährigen George Lavigne, genannt „The Saginaw Kid“, im „Auditorium Athletic Club“ in New Orleans im Ring durchzusetzen. Der Sportclub lockte Publikum mit der Gelegenheit an, gleich drei Wettkämpfe an einem Abend zu verfolgen. Bowens und Lavignes Auftritt erfolgte im zweiten Boxkampf.
Ringrichter war einmal mehr John Duffy. Ihm zufolge trat Bowen mit einer untypisch geringen Begeisterung an. Der Kampf selbst wurde mehr und mehr einseitig. In der ersten Runde traf zwar Bowens Linke des Gegners Nase, richtete aber damit wenig aus. Als Andy später anfing, seine Arme windmühlenartig zu bewegen, wussten seine Freunde, dass er resigniert hatte. In den letzten Runden gelangen Lavigne oftmals Schläge in Bowens Magengegend. In der 18. Runde schwankte Bowen wie ein Betrunkener umher und klammerte fortwährend, um Treffer Lavignes zu vermeiden. Eine Rechte des Gegners erwischte ihn dennoch am Kiefer, Bowen fiel hintüber und sein Kopf schlug mit dumpfem Dröhnen auf dem hölzernen Fußboden auf. Der Ring war nicht gepolstert, sondern lediglich über den Holzplanken mit Segeltuch bespannt.
Der Bewusstlose wurde in seinen Umkleideraum gebracht, wo er Lebenszeichen von sich gab. Seine Hände arbeiteten, als ob er den Konkurrenten abwehren oder Schläge liefern wollte. Bowen erbrach unverdaute Erbsen. Doktoren flößten ihm Whisky ein, der seinen Puls von 32 auf 70 Schläge pro Minute erhöhte. Ein Krankentransport wurde gerufen, aber es wurde befürchtet, dass die Einlieferung in ein Krankenhaus negative Werbung für den Sport auslösen könnte. Der Bewusstlose wurde letztlich nach Hause transportiert, wo sich seine besorgte Frau Mathilde um ihn bemühte. Andy Bowen starb, ohne sein Bewusstsein wiedererlangt zu haben, am 15. Dezember 1894 um 7:15 Uhr im Beisein eines Geistlichen.
Der Vorfall führte zu einem großen Aufschrei. Wegen Totschlagverdachts wurden Lavigne, Duffy und andere von der Polizei verhört, doch entschied der Coroner (ein Ermittlungsbeamter für Todesfälle im angelsächsischen Rechtssystem), dass nicht der Schlag Lavignes, sondern der Sturz Bowens Todesursache gewesen sei. Bowens Tod führte dazu, dass weitere Boxveranstaltungen in New Orleans ausgesetzt wurden. Das Ereignis bedeutete den Niedergang von Boxwettkämpfen in der Stadt, den auch eine nochmalige Blütezeit von Meisterschaftskämpfen zwischen 1910 und 1915 nicht mehr aufzuhalten vermochte. George „Kid“ Lavigne konnte seine Karriere fortsetzen und wurde zweiter Boxchampion im Leichtgewicht in Kämpfen gemäß den Queensberry-Regeln. Sein Name wird in der „International Boxing Hall of Fame“ geführt.